# Asphondylia baumanni
Asphondylia baumanni är en tvåvingeart som beskrevs av Rubsaamen 1899. Asphondylia baumanni ingår i släktet Asphondylia och familjen gallmyggor.
Artens utbredningsområde är Togo. Inga underarter finns listade i Catalogue of Life.